# Melkonian Educational Institute
Das Melkonian Educational Institute (MEI, armenisch Մելգոնեան Կրթական Հաստատութիւն) ist eine armenische Internatsschule auf Zypern. Sie wurde im Jahre 1926 von den Brüdern Krikor und Garabed Melkonian gegründet und ist in Nikosia angesiedelt. Es ist das einzige Gymnasium für Armenier auf Zypern. Die Unterrichtssprachen sind Armenisch, Englisch und Griechisch.

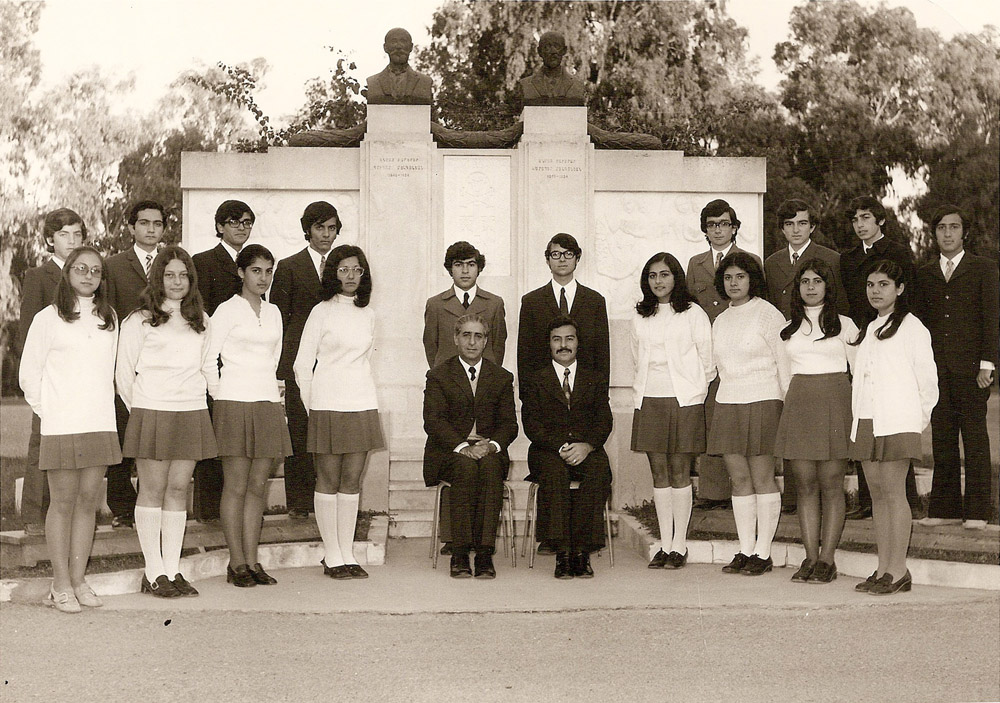
Absolventen des Instituts 1973

Bis 2005 wurde die Schule von der Armenischen Allgemeinen Wohltätigkeitsunion finanziert. Die Entscheidung, die Finanzierung zu beenden, hat eine Auseinandersetzung zwischen der Armenischen Gemeinschaft und ehemaligen Schülern hervorgerufen.